# Mattia Perin
Mattia Perin (Latina, 1992. november 10. –) olasz válogatott labdarúgó, a Juventus játékosa. Posztját tekintve kapus.

## Sikerei, díjai
- Genoa
  - Olasz Ifjúsági Bajnokság: 2009–2010
  - Olasz Ifjúsági Szuperkupa: 2010

- Juventus
  - Olasz bajnok: 2018−19
  - Olasz kupa: 2023–24
  - Olasz szuperkupa-győztes: 2018

### Egyéni
- U17-es labdarúgó-Európa-bajnokság – A torna csapatának tagja: 2009
- Serie B – A szezon legjobb kapusa: 2011–2012

## Statisztika
2019. április 13-án lett frissítve.
| Szezon            | Klub              | Klub adatok       | Klub adatok     | Klub adatok | Kupa    | Kupa            | Kupa | Európai | Európai         | Európai | Egyéb   | Egyéb           | Egyéb | Összesen        | Összesen |
| Szezon            | Klub              | Osztály           | Pályára lépések | KG          | Osztály | Pályára lépések | KG   | Osztály | Pályára lépések | KG      | Osztály | Pályára lépések | KG    | Pályára lépések | KG       |
| ----------------- | ----------------- | ----------------- | --------------- | ----------- | ------- | --------------- | ---- | ------- | --------------- | ------- | ------- | --------------- | ----- | --------------- | -------- |
| 2009–2010         | Genoa             | Serie A           | 0               | 0           | CI      | 0               | 0    | -       | -               | -       | -       | -               | -     | 0               | 0        |
| 2010–2011         | Genoa             | Serie A           | 1               | -2          | CI      | 0               | 0    | -       | -               | -       | -       | -               | -     | 1               | -2       |
| 2011–2012         | Padova            | Serie B           | 25              | -39         | CI      | 0               | 0    | -       | -               | -       | -       | -               | -     | 25              | -39      |
| 2012–2013         | Pescara           | Serie A           | 29              | -66         | CI      | 1               | 0    | -       | -               | -       | -       | -               | -     | 30              | -66      |
| 2013–2014         | Genoa             | Serie A           | 37              | -50         | CI      | 1               | -2   | -       | -               | -       | -       | -               | -     | 38              | -52      |
| 2014–2015         | Genoa             | Serie A           | 32              | -38         | CI      | 1               | 0    | -       | -               | -       | -       | -               | -     | 33              | -38      |
| 2015–2016         | Genoa             | Serie A           | 25              | -30         | CI      | 0               | 0    | -       | -               | -       | -       | -               | -     | 25              | -30      |
| 2016–2017         | Genoa             | Serie A           | 16              | -19         | CI      | 0               | 0    | -       | -               | -       | -       | -               | -     | 16              | -19      |
| 2017–2018         | Genoa             | Serie A           | 37              | -40         | CI      | 1               | -1   | -       | -               | -       | -       | -               | -     | 38              | -41      |
| Genova összesen   | Genova összesen   | Genova összesen   | 148             | -179        |         | 3               | -3   |         | -               | -       |         | -               | -     | 151             | -182     |
| 2018–2019         | Juventus          | Serie A           | 9               | -6          | CI      | 0               | 0    | -       | -               | -       | -       | -               | -     | 9               | -6       |
| Juventus összesen | Juventus összesen | Juventus összesen | 9               | 0           |         | 0               | 0    |         | -               | -       |         | -               | -     | 9               | -6       |
| Karrier összesen  | Karrier összesen  | Karrier összesen  | 211             | -284        |         | 4               | -3   |         | -               | -       |         | -               | -     | 215             | -293     |

### A válogatottban
2018. június 4-én lett frissítve.
| 2014     | 1 | 0 |
| 2015     | 0 | 0 |
| 2016     | 0 | 0 |
| 2017     | 0 | 0 |
| 2018     | 1 | 0 |
| Összesen | 2 | 0 |

| Mattia Perin mérkőzései az Olaszország színeiben | Mattia Perin mérkőzései az Olaszország színeiben | Mattia Perin mérkőzései az Olaszország színeiben | Mattia Perin mérkőzései az Olaszország színeiben | Mattia Perin mérkőzései az Olaszország színeiben | Mattia Perin mérkőzései az Olaszország színeiben | Mattia Perin mérkőzései az Olaszország színeiben |
| #                                                | Dátum                                            | Helyszín                                         | Ellenfelek                                       | Végeredmény                                      | Verseny                                          | Megjegyzés                                       |
| ------------------------------------------------ | ------------------------------------------------ | ------------------------------------------------ | ------------------------------------------------ | ------------------------------------------------ | ------------------------------------------------ | ------------------------------------------------ |
| 1                                                | 2014. november 18.                               | Genova                                           | Olaszország – Albánia                            | 1 – 0                                            | Barátságos mérkőzés                              | 72'                                              |
| 2                                                | 2018. június 4.                                  | Torino                                           | Olaszország – Hollandia                          | 1 – 1                                            | Barátságos mérkőzés                              |                                                  |